# Irish Examiner
Irish Examiner – dziennik o zasięgu krajowym, wydawany w Corku w Irlandii. Właścicielem tytułu jest Landmark Media Investments.
Gazeta zaczęła się ukazywać w 1841, wtedy jeszcze jako Cork Examiner. Przez pewien czas nosiła tytuł The Examiner, by w końcu przemianować się na Irish Examiner.
Według Audit Bureau of Circulations średni nakład w okresie od stycznia do czerwca 2006 wynosił 57 217 egzemplarzy. Gazeta ukazuje się codziennie, z wyjątkiem niedziel. Od czerwca 2006 roku jedna strona w gazecie jest drukowana w języku polskim.